# Subiecte de grupa a 6-a la Bacalaureatul Internațional
Subiectele din Grupa a 6-a: Arte din programul de diplomă IB cuprind cinci cursuri atât la nivel standard (SL) cât și la nivel superior (HL): Dans, Muzică, Teatru, Arte Vizuale și Film. Cursul interdisciplinar Literatură și interpretare (care satisface cerințele grupurilor 1 și 6) este, de asemenea, disponibil la nivel standard. Elevii care doresc să obțină diploma IB pot urma un curs din celelalte cinci grupe de subiecte, în loc să urmeze un curs din grupa a 6-a (vezi mai jos). O programă școlară elaborat de o Școală Internațională IB, aprobată și moderată extern de IB, poate, de asemenea, să substituie un curs de grupa a 6-a cu un alt curs de introducere din celelalte grupe. 

## Dans SL & HL
Cursul de dans este disponibil atât la nivelul standard (SL) cât și la nivelul superior (HL). Pentru ambele niveluri, candidatul trebuie să creeze și să trimită două înregistrări video ale interpretărilor lor artistice. Una ar trebui să fie din coregrafia inițială a candidatului, iar cealaltă din interpretarea diferitelor stiluri de dans. 
Pentru ambele niveluri, candidatul trebuie să prezinte un raport scris oficial care analizează asemănările și diferențele dintre două stiluri de dans extrase din diferite culturi sau tradiții de dans. 
Programa este compusă din trei părți pentru ambele niveluri:  
- Compoziție și analiză;
- Studii de dans internațional;
- Interpretare.

În Compoziție și analiză, candidatul studiază aspectul creativ de a face dansuri. Candidatul își creează, de asemenea, propria coregrafie originală pentru evaluare. 
În Studii de dans internațional, candidatul explorează diferite stiluri de dans din mai multe culturi și tradiții. Candidatul efectuează, de asemenea, o cercetare independentă și realizează raportul scris formal care va fi evaluat. 
În Interpretare, candidatul dobândește abilități practice necesare pentru realizarea dansurilor. Candidatul investighează aspecte precum mișcarea, spațiul, timpul și dinamica în ceea ce privește dansul și le pune în practică prin interpretare. Candidatul învață, de asemenea, să comunice eficient cu alți artiști și cu publicul. 

## Muzică SL & HL
Cursul de muzică poate fi parcurs la nivelul standard (SL) sau la nivel superior (HL). Pentru ambele niveluri de muzică IB, candidatul trebuie să efectueze o investigație muzicală. Aceasta necesită cercetarea a două genuri muzicale complet diferite, cu calități comparabile (de exemplu cântece corale mongole și opera barocă). Informațiile vor fi apoi prezentate sub forma unui scenariu media care va fi evaluat extern. 
Există trei feluri în care cursul de muzică SL poate fi parcurs: Interpretare în grup, Interpretare solo sau Compoziție. Pentru a îndeplini cerințele de interpretare, candidatul trebuie să efectueze un recital solo de 15 minute sau o interpretare de ansamblu de 20-30 de minute. Un candidat care alege Compoziție trebuie să compună două compoziții originale (dintre care una poate fi un aranjament al unei melodii existente), fiecare având o durată între 3 și 6 minute. Fiecare dintre cele două compoziții trebuie înregistrată în scopuri de evaluare. Partiturile de la ambele compoziții trebuie trimise pentru evaluare, de asemenea.
Cursul de muzică HL combină o varietate de opțiuni ale cursului de muzică SL într-un singur curriculum. Pentru a satisface cursul de muzică HL, candidatul trebuie să efectueze solo pentru un total de 20 de minute și să scrie trei compoziții contrastante (dintre care una poate fi un aranjament), fiecare între 3 și 6 minute. 
Toți candidații dau un examen scris la sfârșitul cursului, care durează 3 ore pentru candidații HL și 2 ore și 15 minute pentru candidații SL. Candidații HL și SL răspund la două întrebări din secțiunea A (studiul a două lucrări indicate), dintre care una este o comparație între cele două lucrări indicate. Candidații HL și SL trebuie, de asemenea, să completeze secțiunea B a examenului, care este o analiză fonetică a patru extrase la prima audiție, dintre care pentru două primesc denumirile și pentru una primesc partiturile. Doi dintre candidați nu primesc nici numele pieselor nici partitura. Doar candidații HL trebuie să completeze secțiunea C, o comparație a două extrase din secțiunea B. Răspunsurile la secțiunea A trebuie să fie scrise sub formă de eseu. Răspunsurile din secțiunile B și C pot fi scrise sub formă de listă cu marcatori.   

## Teatru SL & HL
Conform noii programe introdusă în 2009, cursul de teatru este compus din patru componente; două sunt evaluate intern și două sunt evaluate extern. Evaluările interne sunt Prezentarea interpretării și producției teatrale (TPPP — Theater Performance and Production Presentation) și Portofoliul de proiecte independente (IPP — Independent Project Portfolio). Componentele externe sunt Propunerea de interpretare practică (PPP — Practical Performance Proposal) și o Investigație de cercetare (RI — Research Investigation). 
TPPP este o prezentare a implicării studenților în aspectele lor de interpretare și de producție din toate domeniile ale programei de bază. Prezentarea are o durată de 30 de minute pentru HL și ar trebui să fie susținută de 7-10 materiale vizuale (nu mai mari de A4). Pentru SL, prezentarea are o durată de 20 de minute și ar trebui susținută de 5-7 materiale vizuale (nu mai mari de A4). 
IPP este un portofoliu de 3000 de cuvinte la HL și 2000 la SL în care studentul reflectă asupra învățării și dezvoltării sale în timpul producerii unui proiect independent, un proiect în care studentul explorează și practică un rol în teatru (actor, regizor, dramaturg, scenarist etc.). De asemenea, ar trebui să prezinte o legătură cu experiențele lor din programa de bază. Există două opțiuni: Opțiunea A: Elaborarea practicii și Opțiunea B: Explorarea practicii. Portofoliul trebuie să includă secțiuni marcate Pregătire, Acțiune și Reflecție. 
Pentru PPP, elevul trebuie să adopte o perspectivă regizorală și să scrie un concept pentru o piesă folosind unul dintre stimulii indicați. Pentru SL, acesta cuprinde un text de 250 de cuvinte și un material vizual explicativ care se ilustrează înțelegerea de către student a procesului de realizare intenționat. Pentru HL, acesta include și o explicare de 1000 — 1250 de cuvinte. 
RI este un eseu de cercetare în care elevul își prezintă cercetările despre o practică de teatru pe care nu o cunoștea anterior. Din practica de teatru aleasă, elevii ar trebui să aleagă un aspect specific dintr-o piesă de teatru și să creeze o întrebare de cercetare la care să răspundă. Cercetarea elevilor trebuie să contribuie la realizarea piesei de teatru sau a scenetei din practica teatrală aleasă. Practica nu poate fi studiată în clasă și trebuie să nu fi apărut mai târziu de secolul al XIX-lea. Întrebarea trebuie să fie luată dintr-o perspectivă de regizor, actor sau proiectant artistic. Pentru SL, eseul trebuie să fie de 1500 — 1750 de cuvinte cu documentație vizuală și / sau referințe textuale. Pentru HL, eseul trebuie să fie de 2000 — 2500 de cuvinte cu documentație vizuală și / sau referințe textuale. La HL, elevii trebuie să scrie, de asemenea, o critică a surselor din ancheta de cercetare. 

## Arte vizuale SL & HL
Există două domenii de interes în cursul de arte vizuale. Primul este studioul (munca practică), iar al doilea este registrul cercetării (cunoscut sub numele de Registru de Investigație). Programa cursului urmărește să-l învețe pe elev despre proiectarea, structura și dezvoltarea estetică a muncii. Candidații trebuie să demonstreze gândirea creativă și personală, sentimentele și interacțiunea cu munca lor. 
Examenul pentru arte vizuale încurajează candidatul să își articuleze preocupările și dezvoltarea în cursul celor doi ani de studiu. O expoziție va avea loc la școala candidatului, prezentând lucrarea candidatului care va fi evaluată de către profesorul său. Evaluarea constă într-un interviu în care candidatul vorbește despre lucrările expuse, acest interviu fiind înregistrat și trimis către OBI pentru moderare. De asemenea, alternativa la procesul de interviu este de a scrie un eseu de 1000 de cuvinte asupra parcursului elevului în cursul de arte vizuale. Punctajul dat este apoi comparat cu conținutul registrului de lucru, care conține o colecție de fotografii ale lucrărilor candidaților și o serie de pagini scanate din registrul lor de investigații. 
Registrele de investigație ale candidaților sunt, de asemenea, evaluate, o dată pe plan intern și o dată pe plan extern. Aceste cărți au rolul de a prezenta parcursul și evoluția candidaților în cei doi ani de studiu. Ele documentează istoria artei și a proiectării, care este relevantă pentru explorarea ideilor de către candidat și vor conține, de asemenea, note, schițe, fotografii, hărți mintale și surse de inspirație, proiecte în dezvoltare și lucrări finale. Candidatul trebuie să documenteze și o serie de vizite la expoziții. 
Pentru evaluarea finală, fie munca de studio, fie registrul de investigație pot fi evaluate extern. 60% din nota finală este dată pe ceea ce este evaluat extern, iar restul de 40% pe evaluarea internă. 

## Film SL & HL
Cursul de film poate fi parcurs fie la nivelul standard (SL), fie la nivelul superior (HL). Pentru ambele nivele ale cursului de film IB, candidatul trebuie să cerceteze și să realizeze un Studiu independent, să completeze un Proiect practic și să prezinte o prezentare orală, bazată pe analiza aprofundată a unui extras de 5 minute dintr-un film indicat de OBI. 
Studiul independent este un proiect de cercetare care trebuie prezentat sub forma unui scenariu documentar, în care candidatul urmează o investigație individuală bazată pe un subiect de istorie sau teorie a filmului. La SL, ar trebui să se concentreze asupra a minimum 2 filme din diferite culturi, în timp ce la HL, ar trebui să se concentreze pe cel puțin 4 filme din diferite culturi. Este marcat extern. 
Proiectul practic este sub forma unui film scurt (4-5 minute la SL și 6-7 minute la HL) și un portofoliu de producție și explicare referitoare la activitatea desfășurată. Candidatul trebuie să se concentreze asupra unuia dintre cele cinci roluri din producție: Regizor, Scriitor, Cineast, Editor sau Sunetist. În plus, la HL, candidatul trebuie să realizeze un spot publicitar pentru filmul său (45 de secunde — 1 minut). Este marcat intern și moderat extern. 
Prezentarea orală ar trebui să se concentreze asupra unui extras de 5 minute dintr-un film stabilit de OBI, care plasează extrasul într-un context socio-istoric mai larg și în contextul filmului ca întreg. Prezentarea durează 10 minute la SL și 15 minute la HL. OBI alege 8 filme (patru de dinainte de 1960 și patru de după 1960), din care profesorul de film alege apoi 3. Candidații selectează apoi din acestea trei. Filmele analizate nu pot fi studiate în clasă. 
Cursul de film SL este oferit online elevilor înscriși în programul IB Diploma.

## Înlocuirea cursurilor din alte grupuri de subiecte
Subiectele din grupa a 6-a sunt considerate a fi opționale, astfel încât un candidat la Diploma IB poate parcurge o varietate de cursuri de la alte grupe de discipline în locul unui curs din grupa a 6-a. Acest lucru ar determina ca un elev să studieze o limbă suplimentar, să urmeze o știință socială suplimentară, un curs științific experimental sau matematică suplimentară HL (cu condiția ca elevul să umeze deja matematica HL). Cursul Grupei a 3-a Tehnologia informației într-o societate globală (ITGS) poate fi parcurs doar în acest fel, prin înlocuire (ca a șasea disciplină), deoarece nu îndeplinește cerințele privind Diploma IB pentru grupa a 3-a de discipline.